# Astragalus kahiricus
Astragalus kahiricus är en ärtväxtart som beskrevs av Dc. Astragalus kahiricus ingår i släktet vedlar, och familjen ärtväxter. Inga underarter finns listade i Catalogue of Life.